# Confessió religiosa
|  | No s'ha de confondre amb Confessió (religió). |

Una confessió religiosa és un subgrup dins d'una religió que funciona sota un nom comú (precisament, en anglès es diu religious denomination), una tradició i una identitat.

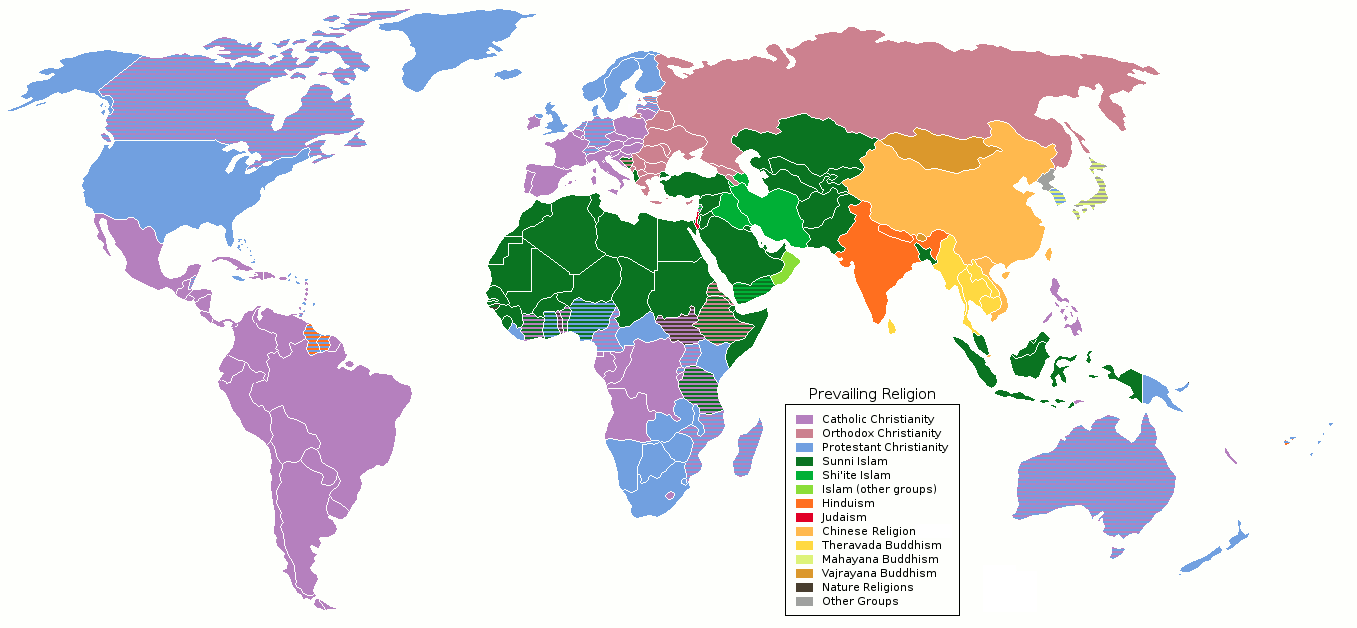
Les principals confessions religioses del món, que són majoritàries a cada país.

El concepte de confessió religiosa es refereix a una gran varietat de grups d'allò més diversos, pel que fa al nombre dels seus acòlits:
- Les diverses variants del cristianisme: l'Església Catòlica Romana, l'Església Ortodoxa i les esglésies ortodoxes orientals (les de tradició copta, les de tradició siríaca i l'Església Apostòlica Armènia), l'anglicanisme i les diverses confessions evangèliques (anabaptisme, Església baptista, Església Episcopal, Assemblees de Germans, calvinisme, presbiterianisme, Església Reformada, luteranisme, metodisme, Moviment de la Santedat, Església Adventista del Setè Dia, pentecostalisme, Moviment Carismàtic i quaquerisme), a més de les anomenades Esglésies liberals (unitarisme i universalisme). I els mormons i els Testimonis de Jehovà, entre moltes altres sectes.
- Les quatre branques principals del judaisme: ortodox, conservador, reformista i reconstruccionista. A més, el judaisme haredí, l'hassidisme i el judaisme ortodox modern.
- Els samaritans, espècie de subgrup jueu que recull elements de l'islam.
- Les dues branques principals de l'islam: sunnisme i xiisme. I també els corrents minoritaris ibadisme i sufisme.
- Els drusos, que es consideren ells mateixos musulmans, però que en realitat practiquen una mena de sincretisme entre l'islam, el judaisme, el cristianisme i el gnosticisme.
- El bahaïsme.
- En el cas de l'hinduisme, la deitat principal o la creença filosòfica que identifica cada confessió va acompanyada també d'unes pràctiques religioses i fins i tot culturals particulars. Les principals confessions són el xivaisme, el xactisme, el vixnuisme i la tradició smarta. Sense oblidar el moviment Hare Krixna, per exemple.
- Les diverses variants del budisme: theravada, mahayana i vajrayana. A més, hi ha la gran varietat de tradicions religioses de la Xina: el taoisme, el confucianisme, el xintoisme, el chondogyo, el caodaisme, el yiguandao i altres versions del budisme, inclòs el sincretisme xinès, que és l'amalgama de totes elles.
- El jainisme.
- El sikhisme, que és una fusió de l'islam i l'hinduisme.
- L'ayyavalisme.
- Les religions iràniques, que inclouen el zoroastrianisme, el yazdanisme i el gnosticisme.
- El xamanisme africà.
- Les religions naturals, principalment africanes, americanes i australianes.
- Les diverses versions nacionals del neopaganisme (eslau, celta, escandinau, germànic, grec, etc).
- La cienciologia, si és que és una confessió religiosa.[1]